# Карабут Іван Лаврентійович
Іван Лаврентійович Карабут (11 червня 1914, м. Миколаїв — зник 3 вересня 1944, поблизу м . Остроленка) — радянський військовий льотчик, Герой Радянського Союзу (1944), під час Німецько-радянської війни командир ескадрильї 7-го гвардійського штурмового авіаполку 230-ї штурмової авіаційної дивізії 4-ї повітряної армії Північно-Кавказького фронту СССР.

## Біографія
Народився в м. Миколаєві, проте незабаром сім'я емігрувала до Росії, до Ростовської області. Українець. Навчався у школі фабрично-заводського учнівства, працював на заводі. Вступив у Батайську авіаційну школу цивільного повітряного флоту, яку закінчив 1937. Працював пілотом сільськогосподарської авіації, потім в цивільній авіації в Середній Азії.
У січні 1941 забраний до сталінської армії. Учасник Другої світової війни.
Фрагменти з нагородного листа І. Л. Карабута:
"У Вітчизняній війні бере участь з 29.07.41 р. по теперішній час. З рядового льотчика виріс до командира ескадрильї, досвідченого, мужнього і відважного повітряного воїна, який розуміє тактику ворога і невпинно вдосконалює свою бойову майстерність. З початку війни товариш Карабут в 210-му ближньобомбардувальному авіаполку літав на літаку «Су-2».
За 50 успішних бойових вильотів на літаку «Су-2» і за ефективне бомбардування і штурм мотопіхоти ворога 5.12.41 р. нагороджений орденом Червоного Прапора.
29.12.41 р. нагороджений орденом Вітчизняної війни I ступеня за 128 успішних бойових вильотів на літаку «Су-2», з них: 38 вильотів — на штурм мотомехколонн, 29 — на розвідку, решта — на бомбардування ворожих переправ, позицій, об'єктів.
28.05.43 р. товариш Карабут нагороджений третьою урядовою нагородою — другим орденом Червоного Прапора за вміле командування ескадрильєю і за особисто вчинені 35 успішних бойових вильотів на літаку «Іл-2» у важких умовах боротьби в низов'ях Кубані. Володіючи високою технікою пілотування, будучи глибоко відданий партії Леніна-Сталіна і своїй Батьківщині, товариш Карабут виконував і виконує найскладніші і відповідальні бойові завдання, проявляючи при цьому стійкість, мужність, високе вміння і відвагу.
Після третьої урядової нагороди товариш Карабут зробив 4 успішних бойових вильоти, безперервно завдаючи ударів по ворогові в низов'ях Кубані і Тамані.
10 серпня 1943 товариш Карабут переведений в 7-й гвардійський ордена Леніна винищувальний авіаційний полк на посаду командира ескадрильї. Як найкращий і досвідчений офіцер, з новою бойовою енергією взявся за роботу товариш Карабут. За час напруженої бойової роботи з 6 вересня по 7 жовтня його ескадрилья зробила 168 успішних бойових вильотів. Незважаючи на труднощі, в умовах сильно насиченого бою, втратили тільки один екіпаж. За ці вильоти льотчики знищили і пошкодили: літаків — 1, танків — 8, автомашин — 61, паровозів — 4, вагонів — 16, підпалено цистерн з пальним — 3, різних знарядь — 32, мінометів — 13, потоплено барж — 2, підірвано два склади боєприпасів, винищено понад 500 солдатів і офіцерів. За цей час не було аварій, поломок або яких-небудь інших пригод. Товариш Карабут дбайливо і вимогливо виховує підлеглих.
За високі зразки мужності і відваги, за вміння бити ворога остаточно, виховання молодих кадрів льотчиків на досвіді боїв, за успішно вчинені особисто товаришем Карабут бойових вильотів на літаку «Су-2» — 128 і на літаку «Іл-2» — гідний вищої урядової нагороди — присвоєння звання «Герой Радянського Союзу». — Карабут Іван Лаврентійович / / Незабутні роки. 1941—1945: Спогади азовчан про Велику Вітчизняну війну. Кн. 2. — Азов, 1999. — С. 20-21.
Указом Президії Верховної Ради СРСР 1944 Карабуту присвоєно звання Героя Радянського Союзу.
У складі полку брав участь у боях за Крим, Білорусь, Польщу. За 10 кілометрів східніше міста Остроленка Карабут підбитий зенітною артилерією. Сів на ворожій території.
У книзі втрат особового складу авіаполку записано: «… місце знаходження літака та екіпажу встановити не вдалося …». До теперішнього часу числиться зниклим безвісти.